# Övre Oldsjön
Övre Oldsjön är en sjö i Krokoms kommun i Jämtland och ingår i Indalsälvens huvudavrinningsområde. Sjön har en area på 10,8 kvadratkilometer och ligger 593,2 meter över havet. Sjön avvattnas av vattendraget Övre Oldån (Korsvattenån).

## Delavrinningsområde
Övre Oldsjön ingår i det delavrinningsområde (707408-138842) som SMHI kallar för Utloppet av Övre Oldsjön. Medelhöjden är 661 meter över havet och ytan är 34,15 kvadratkilometer. Räknas de 17 avrinningsområdena uppströms in blir den ackumulerade arean 128,02 kvadratkilometer. Övre Oldån (Korsvattenån) som avvattnar avrinningsområdet har biflödesordning 3, vilket innebär att vattnet flödar genom totalt 3 vattendrag innan det når havet efter 287 kilometer. Avrinningsområdet består mestadels av skog (38 procent), sankmarker (12 procent) och kalfjäll (18 procent). Avrinningsområdet har 10,74 kvadratkilometer vattenytor vilket ger det en sjöprocent på 31,4 procent.